# Дієго Форлан
Діє́го Ма́ртін Форла́н Кора́со (ісп. Diego Martín Forlán Corazo; нар. 19 травня 1979 року, Монтевідео) — уругвайський футболіст, нападник. По завершенні ігрової кар'єри — тренер.
Найкращий футболіст чемпіонату світу 2010 та найкращий бомбардир турніру разом з Томасом Мюллером, Давідом Вільєю та Веслі Снейдером (по 5 м'ячів).
Учасник чемпіонату світу з футболу 2002 року у складі збірної Уругваю. Чемпіон англійської прем'єр-ліги сезону 2002—2003. Володар кубку Англії 2003—2004. Двічі (у 2005 та 2009 роках) ставав найкращим бомбардиром чемпіонату Іспанії. У ті ж роки вигравав і Золотий бутс УЄФА.
Володар Кубка Ліги Європи 2010. Перемогу мадридському «Атлетіко» у фіналі турніру приніс його дубль у ворота «Фулгема».

## Клубна кар'єра
Народився 19 травня 1979 року в місті Монтевідео. Вихованець юнацьких команд футбольних клубів «Данубіо», «Пеньяроль» та аргентинського  «Індепендьєнте».
У дорослому футболі дебютував 1998 року виступами за головну команду «Індепендьєнте», в якій провів чотири сезони, взявши участь у 80 матчах чемпіонату. У складі «Індепендьєнте» був одним з головних бомбардирів команди, маючи середню результативність на рівні 0,46 гола за гру першості.
Протягом 2002—2004 років захищав кольори клубу «Манчестер Юнайтед». За цей час виборов титул чемпіона Англії, ставав володарем Суперкубка Англії з футболу, володарем Кубка Англії, проте ключовим нападником манкуніанців не був.
2004 року перебрався до іспанського «Вільярреала». Відіграв за вільярреальський клуб наступні три сезони своєї ігрової кар'єри. Більшість часу, проведеного у складі «Вільярреала», був основним гравцем атакувальної ланки команди і її найкращим голеодором, відзначаючись забитим голом в середньому щонайменше у кожній другій грі чемпіонату. У своєму першому сезоні в Іспанії забив 25 голів у 38 іграх Ла-Ліги, ставши не лише найкращим її бомбардиром, але й володарем Золотого бутса найкращому голеадору європейського клубного футболу.
Влітку 2007 року уругваєць уклав контракт з мадридським «Атлетіко», якому трансфер нападника коштував 21 мільйон євро. Провів у лавах «матрасників» наступні чотири роки своєї кар'єри гравця. В «Атлетіко» також був головни голеодором, а в сезоні 2008/09 забив неймовірні 32 голи у 33 матчах Ла-Ліги, удруге ставши найкращим бомбардиром європейських чемпіонатів і, відповідно, Ла-Ліги. На командному рівні додав з мадридцями до переліку своїх трофеїв титул переможця Ліги Європи.
2011 року за 5 мільйонів євро 33-річний форвард перейшов до італійського «Інтернаціонале», де за великим рахунком не заграв і вже за рік залишив європейський футбол.
Згодом у 2012–2016 роках грав у Бразилії за «Інтернасьйонал», в Японії за «Сересо Осака», на батьківщині за «Пеньяроль» та в складі індійського  «Мумбаї Сіті».
Остаточно завершив ігрову кар'єру в гонконзькому «Кітчі», за який виступав 2018 року.

## Виступи за збірні
1999 року залучався до складу молодіжної збірної Уругваю.
2002 року дебютував в офіційних матчах у складі національної збірної Уругваю. Того ж року у складі збірної був учасником чемпіонату світу в Японії і Південній Кореї, де виходив на поле в одній грі першого етапу, забивши гол у ворота збірної Сенегалу.
Згодом став основним гравцем національної команди і взяв участь в усіх її матчах на Кубку Америки 2004 в Перу та Кубку Америки 2007 у Венесуелі. На обох континентальних першостях Форлан провів усі матчі своєї збірної, яка в обох випадках поступалася у півфіналах.
Зоряним часом Форлана у збірній стали 2010-2011 роки. Спочатку він став одним з найкращих бомбардирів чемпіонату світу 2010 року в ПАР, забивши п'ять голів у матчах турніру, який уругвайці завершили на четвертому місці. Попри це саме нападника Уругваю було визнано найкращим гравцем чемпіонату. Наступного року Форлан здобув зі своєю збірною титул переможця Кубка Америки в Аргентині. Сам нападник відзначився за шість ігор турніру лише двома голами, однак обидва припали на фінальну гру, в якіх уругвайці здолали команду Парагваю з рахунком 3:0.
Останнім великим турніром Форлана у складі збірної був чемпіонату світу 2014 року, де віковий нападник виходив на заміну у двох матчах і голами не відзначився. Після завершення того турніру закінчив кар'єру у збірній.
Загалом протягом кар'єри у національній команді, яка тривала 13 років, провів у її формі 112 матчів, забивши 36 голів. На момент завершення кар'єри у збірній був її рекордсменом за кількістю проведених матчів та забитих м'ячів, згодом обидва його досягнення були перевершені.

## Кар'єра тренера
Розпочав тренерську кар'єру невдовзі по завершенні кар'єри гравця, очоливши 2020 року тренерський штаб клубу «Пеньяроль»: який залишив пізніше того ж року.
| Дата       | Місто             | Господарі         | Результат               | Гості             | Турнір                                 | Голи | Примітки |
| ---------- | ----------------- | ----------------- | ----------------------- | ----------------- | -------------------------------------- | ---- | -------- |
| 27-3-2002  | Ед-Даммам         | Саудівська Аравія | 3 – 2                   | Уругвай           | товариський матч                       | 1    | 60'      |
| 17-4-2002  | Мілан             | Італія            | 1 – 1                   | Уругвай           | товариський матч                       | -    | 73'      |
| 16-5-2002  | Шеньян            | КНР               | 0 – 2                   | Уругвай           | товариський матч                       | -    | 57'      |
| 21-5-2002  | Сінгапур          | Сінгапур          | 0 – 2                   | Уругвай           | товариський матч                       | -    | 68'      |
| 11-6-2002  | Сувон             | Сенегал           | 3 – 3                   | Уругвай           | ЧС 2002 - 1-й етап                     | 1    | 46'      |
| 28-3-2003  | Токіо             | Японія            | 2 – 2                   | Уругвай           | товариський матч                       | 1    | 54' 83'  |
| 8-6-2003   | Сеул              | Південна Корея    | 0 – 2                   | Уругвай           | товариський матч                       | -    | 46'      |
| 20-8-2003  | Флоренція         | Аргентина         | 3 – 2                   | Уругвай           | товариський матч                       | 1    | 69'      |
| 7-9-2003   | Монтевідео        | Уругвай           | 5 – 0                   | Болівія           | Відбір до ЧС 2006                      | 1    | 76'      |
| 10-9-2003  | Асунсьйон         | Парагвай          | 4 – 1                   | Уругвай           | Відбір до ЧС 2006                      | -    |          |
| 15-11-2003 | Монтевідео        | Уругвай           | 2 – 1                   | Чилі              | Відбір до ЧС 2006                      | -    | 45' 46'  |
| 19-11-2003 | Куритиба          | Бразилія          | 3 – 3                   | Уругвай           | Відбір до ЧС 2006                      | 2    |          |
| 18-2-2004  | Кінгстон (Ямайка) | Ямайка            | 2 – 0                   | Уругвай           | товариський матч                       | -    | 46'      |
| 31-3-2004  | Монтевідео        | Уругвай           | 0 – 3                   | Венесуела         | Відбір до ЧС 2006                      | -    | 72'      |
| 1-6-2004   | Монтевідео        | Уругвай           | 1 – 3                   | Перу              | Відбір до ЧС 2006                      | 1    | 46'      |
| 6-6-2004   | Барранкілья       | Колумбія          | 5 – 0                   | Уругвай           | Відбір до ЧС 2006                      | -    | 46'      |
| 7-7-2004   | Чиклайо           | Мексика           | 2 – 2                   | Уругвай           | Копа Америка 2004 - 1-й етап           | -    | 73'      |
| 10-7-2004  | Чиклайо           | Уругвай           | 2 – 1                   | Еквадор           | Копа Америка 2004 - 1-й етап           | 1    | 67'      |
| 13-7-2004  | П'юра             | Аргентина         | 4 – 1                   | Уругвай           | Копа Америка 2004 - 1-й етап           | -    |          |
| 18-7-2004  | Такна             | Парагвай          | 1 – 3                   | Уругвай           | Копа Америка 2004 - чвертьфінал        | -    | 69'      |
| 21-7-2004  | Ліма              | Бразилія          | 1 – 1 д.ч. (5 – 3 п.п.) | Уругвай           | Копа Америка 2004 - півфінал           | -    | 62'      |
| 24-7-2004  | Куско             | Колумбія          | 1 – 2                   | Уругвай           | Копа Америка 2004 - матч за 3-тє місце | -    | 75'      |
| 9-10-2004  | Буенос-Айрес      | Аргентина         | 4 – 2                   | Уругвай           | Відбір до ЧС 2006                      | -    | 55'      |
| 26-3-2005  | Сантьяго          | Чилі              | 1 – 1                   | Уругвай           | Відбір до ЧС 2006                      | -    |          |
| 30-3-2005  | Монтевідео        | Уругвай           | 1 – 1                   | Бразилія          | Відбір до ЧС 2006                      | 1    |          |
| 4-6-2005   | Маракайбо         | Венесуела         | 1 – 1                   | Уругвай           | Відбір до ЧС 2006                      | 1    | 84'      |
| 7-6-2005   | Ліма              | Перу              | 0 – 0                   | Уругвай           | Відбір до ЧС 2006                      | -    |          |
| 17-8-2005  | Хіхон             | Іспанія           | 2 – 0                   | Уругвай           | товариський матч                       | -    | 67'      |
| 4-9-2005   | Монтевідео        | Уругвай           | 3 – 2                   | Колумбія          | Відбір до ЧС 2006                      | -    |          |
| 8-10-2005  | Кіто              | Еквадор           | 0 – 0                   | Уругвай           | Відбір до ЧС 2006                      | -    | 82'      |
| 12-10-2005 | Монтевідео        | Уругвай           | 1 – 0                   | Аргентина         | Відбір до ЧС 2006                      | -    | 89'      |
| 12-11-2005 | Монтевідео        | Уругвай           | 1 – 0                   | Австралія         | Відбір до ЧС 2006                      | -    | 19'      |
| 1-3-2006   | Ліверпуль         | Англія            | 2 – 1                   | Уругвай           | товариський матч                       | -    | 83' 85'  |
| 16-8-2006  | Александрія       | Єгипет            | 0 – 2                   | Уругвай           | товариський матч                       | -    | 76'      |
| 15-11-2006 | Тбілісі           | Грузія            | 2 – 0                   | Уругвай           | товариський матч                       | -    |          |
| 2-6-2007   | Сідней            | Австралія         | 1 – 2                   | Уругвай           | товариський матч                       | 1    | 87'      |
| 26-6-2007  | Мерида            | Уругвай           | 0 – 3                   | Перу              | Копа Америка 2007 - 1-й етап           | -    |          |
| 30-6-2007  | Сан-Кристобаль    | Уругвай           | 1 – 0                   | Болівія           | Копа Америка 2007 - 1-й етап           | -    | 82'      |
| 3-7-2007   | Мерида            | Венесуела         | 0 – 0                   | Уругвай           | Копа Америка 2007 - 1-й етап           | -    | 79'      |
| 7-7-2007   | Сан-Кристобаль    | Венесуела         | 1 – 4                   | Уругвай           | Копа Америка 2007 - чвертьфінал        | 2    | 67'      |
| 10-7-2007  | Маракайбо         | Уругвай           | 2 – 2 д.ч. (4 – 5 п.п.) | Бразилія          | Копа Америка 2007 - півфінал           | 1    |          |
| 14-7-2007  | Каракас           | Уругвай           | 1 – 3                   | Мексика           | Копа Америка 2007 - Фінал 3-є місце    | -    | 26' 75'  |
| 13-10-2007 | Монтевідео        | Уругвай           | 5 – 0                   | Болівія           | Відбір до ЧС 2010                      | 1    | 64'      |
| 17-10-2007 | Асунсьйон         | Парагвай          | 1 – 0                   | Уругвай           | Відбір до ЧС 2010                      | -    |          |
| 6-2-2008   | Монтевідео        | Уругвай           | 2 – 2                   | Колумбія          | товариський матч                       | -    | 74'      |
| 28-5-2008  | Осло              | Норвегія          | 2 – 2                   | Уругвай           | товариський матч                       | -    | 80'      |
| 14-6-2008  | Монтевідео        | Уругвай           | 1 – 1                   | Венесуела         | Відбір до ЧС 2010                      | -    | 64'      |
| 17-6-2008  | Монтевідео        | Уругвай           | 6 – 0                   | Перу              | Відбір до ЧС 2010                      | 3    |          |
| 6-9-2008   | Богота            | Колумбія          | 0 – 1                   | Уругвай           | Відбір до ЧС 2010                      | -    |          |
| 10-9-2008  | Монтевідео        | Уругвай           | 0 – 0                   | Еквадор           | Відбір до ЧС 2010                      | -    |          |
| 19-11-2008 | Сен-Дені          | Франція           | 0 – 0                   | Уругвай           | товариський матч                       | -    | 47'      |
| 28-3-2009  | Монтевідео        | Уругвай           | 2 – 0                   | Парагвай          | Відбір до ЧС 2010                      | 1    | 79'      |
| 1-4-2009   | Сантьяго          | Чилі              | 0 – 0                   | Уругвай           | Відбір до ЧС 2010                      | -    | 66'      |
| 6-6-2009   | Монтевідео        | Уругвай           | 0 – 4                   | Бразилія          | Відбір до ЧС 2010                      | -    |          |
| 10-6-2009  | Пуерто-Ордас      | Венесуела         | 2 – 2                   | Уругвай           | Відбір до ЧС 2010                      | 1    | 90+3'    |
| 9-9-2009   | Монтевідео        | Уругвай           | 3 – 1                   | Колумбія          | Відбір до ЧС 2010                      | -    | кап.     |
| 10-10-2009 | Кіто              | Еквадор           | 1 – 2                   | Уругвай           | Відбір до ЧС 2010                      | 1    |          |
| 14-10-2009 | Монтевідео        | Уругвай           | 0 – 1                   | Аргентина         | Відбір до ЧС 2010                      | -    |          |
| 14-11-2009 | Сан-Хосе          | Коста-Рика        | 0 – 1                   | Уругвай           | Відбір до ЧС 2010                      | -    |          |
| 18-11-2009 | Монтевідео        | Уругвай           | 1 – 1                   | Коста-Рика        | Відбір до ЧС 2010                      | -    |          |
| 3-3-2010   | Санкт-Галлен      | Швейцарія         | 1 – 3                   | Уругвай           | товариський матч                       | 1    | кап. 46' |
| 26-5-2010  | Монтевідео        | Уругвай           | 4 – 1                   | Ізраїль           | товариський матч                       | 1    | 46'      |
| 11-6-2010  | Кейптаун          | Уругвай           | 0 – 0                   | Франція           | ЧС 2010 - 1-й етап                     | -    |          |
| 16-6-2010  | Преторія          | ПАР               | 0 – 3                   | Уругвай           | ЧС 2010 - 1-й етап                     | 2    |          |
| 22-6-2010  | Рустенбург        | Мексика           | 0 – 1                   | Уругвай           | ЧС 2010 - 1-й етап                     | -    |          |
| 26-6-2010  | Гебеха            | Уругвай           | 2 – 1                   | Південна Корея    | ЧС 2010 - 1/8 фіналу                   | -    |          |
| 2-7-2010   | Йоганнесбург      | Уругвай           | 1 – 1 д.ч. (4 – 2 п.п.) | Гана              | ЧС 2010 - чвертьфінал                  | 1    |          |
| 6-7-2010   | Кейптаун          | Уругвай           | 2 – 3                   | Нідерланди        | ЧС 2010 - півфінал                     | 1    | кап. 84' |
| 10-7-2010  | Гебеха            | Уругвай           | 2 – 3                   | Німеччина         | ЧС 2010 - матч за 3-тє місце           | 1    | [ 6 ]    |
| 12-10-2010 | Ухань             | КНР               | 0 – 4                   | Уругвай           | товариський матч                       | -    | 64'      |
| 17-11-2010 | Сантьяго          | Чилі              | 2 – 0                   | Уругвай           | товариський матч                       | -    | 78'      |
| 25-3-2011  | Таллінн           | Естонія           | 2 – 0                   | Уругвай           | товариський матч                       | -    |          |
| 29-3-2011  | Дублін            | Ірландія          | 2 – 3                   | Уругвай           | товариський матч                       | -    |          |
| 29-5-2011  | Зінсгайм          | Німеччина         | 2 – 1                   | Уругвай           | товариський матч                       | -    |          |
| 8-6-2011   | Монтевідео        | Уругвай           | 1 – 1 (4 – 3 п.п.)      | Нідерланди        | товариський матч                       | -    | 77'      |
| 23-6-2011  | Рівера            | Уругвай           | 3 – 0                   | Естонія           | товариський матч                       | -    | 82'      |
| 4-7-2011   | Сан-Хуан          | Уругвай           | 1 – 1                   | Перу              | Копа Америка 2011 - 1-й етап           | -    |          |
| 8-7-2011   | Мендоса           | Уругвай           | 1 – 1                   | Чилі              | Копа Америка 2011 - 1-й етап           | -    |          |
| 12-7-2011  | Ла-Плата (місто)  | Уругвай           | 1 – 0                   | Мексика           | Копа Америка 2011 - 1-й етап           | -    | 90'      |
| 16-7-2011  | Санта-Фе          | Аргентина         | 1 – 1 д.ч. (4 – 5 п.п.) | Уругвай           | Копа Америка 2011 - чвертьфінал        | -    |          |
| 19-7-2011  | Ла-Плата (місто)  | Перу              | 0 – 2                   | Уругвай           | Копа Америка 2011 - півфінал           | -    |          |
| 24-7-2011  | Буенос-Айрес      | Уругвай           | 3 – 0                   | Парагвай          | Копа Америка 2011 - Фінал              | 2    | [ 7 ]    |
| 7-10-2011  | Монтевідео        | Уругвай           | 4 – 2                   | Болівія           | Відбір до ЧС 2014                      | -    |          |
| 11-10-2011 | Асунсьйон         | Парагвай          | 1 – 1                   | Уругвай           | Відбір до ЧС 2014                      | 1    | 83'      |
| 29-2-2012  | Бухарест          | Румунія           | 1 – 1                   | Уругвай           | товариський матч                       | -    |          |
| 25-5-2012  | Москва            | Росія             | 1 – 1                   | Уругвай           | товариський матч                       | -    |          |
| 2-6-2012   | Монтевідео        | Уругвай           | 1 – 1                   | Венесуела         | Відбір до ЧС 2014                      | 1    | 88'      |
| 10-6-2012  | Монтевідео        | Уругвай           | 4 – 2                   | Перу              | Відбір до ЧС 2014                      | -    | кап. 61' |
| 15-8-2012  | Гавр              | Франція           | 0 – 0                   | Уругвай           | товариський матч                       | -    | 89'      |
| 7-9-2012   | Барранкілья       | Колумбія          | 4 – 0                   | Уругвай           | Відбір до ЧС 2014                      | -    |          |
| 11-9-2012  | Монтевідео        | Уругвай           | 1 – 1                   | Еквадор           | Відбір до ЧС 2014                      | -    |          |
| 12-10-2012 | Мендоса           | Аргентина         | 3 – 0                   | Уругвай           | Відбір до ЧС 2014                      | -    |          |
| 16-10-2012 | Ла-Пас            | Болівія           | 4 – 1                   | Уругвай           | Відбір до ЧС 2014                      | -    | кап. 66' |
| 6-2-2013   | Доха              | Іспанія           | 3 – 1                   | Уругвай           | товариський матч                       | -    | 69'      |
| 22-3-2013  | Монтевідео        | Уругвай           | 1 – 1                   | Парагвай          | Відбір до ЧС 2014                      | -    |          |
| 26-3-2013  | Сантьяго          | Чилі              | 2 – 0                   | Уругвай           | товариський матч                       | -    | 70'      |
| 5-6-2013   | Монтевідео        | Уругвай           | 1 – 0                   | Франція           | товариський матч                       | -    | 46'      |
| 11-6-2013  | Пуерто-Ордас      | Венесуела         | 0 – 1                   | Уругвай           | Відбір до ЧС 2014                      | -    |          |
| 16-6-2013  | Ресіфі            | Іспанія           | 2 – 1                   | Уругвай           | Кубок Конфедерацій                     | -    | 69'      |
| 20-6-2013  | Салвадор          | Нігерія           | 1 – 2                   | Уругвай           | Кубок Конфедерацій                     | 1    |          |
| 26-6-2013  | Белу-Оризонті     | Бразилія          | 2 – 1                   | Уругвай           | Кубок Конфедерацій                     | -    |          |
| 30-6-2013  | Салвадор          | Уругвай           | 2 – 2 д.ч. (2 – 3 п.п.) | Італія            | Кубок Конфедерацій                     | -    | [ 6 ]    |
| 14-8-2013  | Повіт Міяґі       | Японія            | 2 – 4                   | Уругвай           | товариський матч                       | 2    |          |
| 6-9-2013   | Ліма              | Перу              | 1 – 2                   | Уругвай           | Відбір до ЧС 2014                      | -    | 25'      |
| 11-10-2013 | Кіто              | Еквадор           | 1 – 0                   | Уругвай           | Відбір до ЧС 2014                      | -    | 65'      |
| 13-11-2013 | Амман             | Йорданія          | 0 – 5                   | Уругвай           | Відбір до ЧС 2014                      | -    | 81'      |
| 20-11-2013 | Монтевідео        | Уругвай           | 0 – 0                   | Йорданія          | Відбір до ЧС 2014                      | -    | 60'      |
| 5-3-2014   | Клагенфурт        | Австрія           | 1 – 1                   | Уругвай           | товариський матч                       | -    | 46'      |
| 30-5-2014  | Монтевідео        | Уругвай           | 1 – 0                   | Північна Ірландія | товариський матч                       | -    | 46'      |
| 4-6-2014   | Монтевідео        | Уругвай           | 2 – 0                   | Словенія          | товариський матч                       | -    |          |
| 14-6-2014  | Форталеза         | Уругвай           | 1 – 3                   | Коста-Рика        | ЧС 2014 - 1-й етап                     | -    | 60'      |
| 28-6-2014  | Ріо-де-Жанейро    | Колумбія          | 2 – 0                   | Уругвай           | ЧС 2014 - 1/8 фіналу                   | -    | 53'      |
| Усього     |                   | Матчів (6 місце)  | 112                     |                   | Голів (3 місце)                        | 36   |          |

## Досягнення
- Чемпіон Англії:

«Манчестер Юнайтед»: 2002-03
- Володар Кубка Ліги:

«Манчестер Юнайтед»: 2003-04
- Володар Суперкубка Англії:

«Манчестер Юнайтед»: 2003
- Чемпіон Уругваю:

«Пеньяроль»: 2015-16
- Переможець Ліги Європи:

«Атлетіко» (Мадрид): 2009-10
- Володар Суперкубка УЄФА:

«Атлетіко» (Мадрид): 2010
- Переможець Кубка Інтертото:

«Вільярреал»: 2004
- Переможець Кубка Америки:

Уругвай: 2011
- Бронзовий призер Кубка Америки: 2004